# Ewaryst Rafajłowicz
Ewaryst Rafajłowicz (ur. 4 kwietnia 1953) – polski profesor nauk technicznych. Specjalizuje się w zagadnieniach z zakresu automatyki i robotyki. Członek korespondent Polskiej Akademii Nauk od 2016 roku. Wykładowca oraz kierownik Wydziału Elektroniki Politechniki Wrocławskiej, zasiada w Zarządzie Wrocławskiego Towarzystwa Naukowego. Były przewodniczący Komisji ds. Grupy Nauk Ścisłych i Inżynierskich w Komitecie Ewaluacji Jednostek Naukowych Ministerstwa Nauki i Szkolnictwa Wyższego.
Absolwent Politechniki Wrocławskiej (kierunek: elektronika, rocznik 1977). Doktoryzował się dwa lata później w Instytucie Cybernetyki Technicznej PW pisząc pracę zatytułowaną Identyfikacja pewnej klasy obiektów o parametrach rozłożonych metodą największej wiarygodności. Habilitację uzyskał w 1987 roku pisząc rozprawę pt. Dobór sterowań optymalnych w identyfikacji systemów liniowych o parametrach rozłożonych.
Tytuł profesora nauk technicznych nadano mu w 1996 roku.